# 다도역
다도역(일본어: 多度駅)은 일본 미에현 구와나시에 위치한 요로 철도 요로 선의 철도역이다. 단선 · 섬식의 형태를 합친 2면 3선 구조의 복합 승강장을 갖춘 지상역이다. 실질적으로는 상대식 승강장 2면 2선 방식으로 운영되고 있다.

## 타는 곳
| 1 | ■ 요로 선    | 하행         | 요로 · 오가키 방면 |
| 2 | ■ 요로 선    | 상행         | 구와나 방면        |
| 3 | 사용 정지 중 | 사용 정지 중 | 사용 정지 중       |

## 이용 현황
| 연도 | 승차 인원 |
| ---- | --------- |
| 1997 | 1,230     |
| 1998 | 1,197     |
| 1999 | 1,171     |
| 2000 | 1,132     |
| 2001 | 1,087     |
| 2002 | 1,031     |
| 2003 | 984       |
| 2004 | 958       |
| 2005 | 946       |
| 2006 | 935       |
| 2007 |           |
| 2008 | 885       |
| 2009 | 847       |
| 2010 | 834       |
| 2011 | 779       |
| 2012 | 768       |
| 2013 | 586       |
| 2014 | 666       |
| 2015 | 738       |

## 역 주변
- 국도 제258호선
- 나가라강
- 이비강
- 국영 기소 산센 공원

## 인접 역
| 요로 철도 요로 선      | 요로 철도 요로 선 | 요로 철도 요로 선      |
| ---------------------- | ----------------- | ---------------------- |
| 시모노시로 구와나 방면 | ■ 요로 선         | 미노마쓰야마 이비 방면 |